# 順送球
順送球（じゅんそうきゅう）は複数人がチームとなって各チームごとにボールを伝達していく競技。今村嘉雄著『学校体育指導要綱解説遊戯篇』（1947年）や中島海編『遊戯大事典』（1957年）に「順送球」として解説されている。一般的には早く順送したチームを勝ちとするが、落球した場合には減点するなど正確さを加味する場合もある。

## 概要
順送球はチームが隊列を組んでボールを順次送っていく競技である。次のような種類があるとされる。
- 縦一列に並び球を先頭から後ろへ頭上あるいは股下を通して順送していき、最後尾に到達した段階で後ろ向きになって順送し最初の者に戻すもの[2]。
- 横一列に並び球を横へ順送していくもの[1]。
- 縦一列に並び球が最後尾に到達した段階で最後尾の者が全速力で先頭に戻すもの[1]。
- 円形の隊形になって球を順送するもので、一人を鬼役として定め、円形を組んだチームは鬼役に球が奪われないように競うもの（球が鬼役に奪われた時点で終了となる）[1]。
- 各チームが放射状に隊列を組み、中心方向から後ろに向かって球を順送し、球が最後尾に到達した段階で最後尾の者は各チームの外円を一周したのち円の中心に入って先頭者に戻すもの[1]。

運動会などでは上の各種のものを組み合わせたり、列の端の者に到達した時点で一定の距離に置かれた目標（パイロンなど）を周回してくることを組み合わせて競技とされることもある。
順送球でボールを伝達する方法には、手渡しする方法、投げ渡しする方法、突き上げて頭上で送る方法、蹴って送る方法の4種があるとされる。頭上を順送していく場合などを採用する場合には手渡しで行われる。